# مانويل ليجوينيتش
مانويل أنخيل ليجوينيتش بويار (بالإسبانية: Manuel Ángel Leguineche Bollar )‏‏ (28 سبتمبر 1941 في أراتزو - 22 يناير 2014 ) صحفي، وكاتب من إسبانيا.

## الجوائز
- Premio Nacional de Periodismo  [لغات أخرى]‏
- Lan Onari [الإنجليزية]‏
- جوائز أورتيجا إي جاسيت
- جائزة إسباسا للمقال
- وسام الاستحقاق الدستوري
- Euskadi Awards (Basque-language literature)  [لغات أخرى]‏
- Cirilo Rodríguez Journalism Award [الإنجليزية]‏